# 弗拉西耶沃湖
54°27′21″N 90°23′25″E / 54.45583°N 90.39028°E

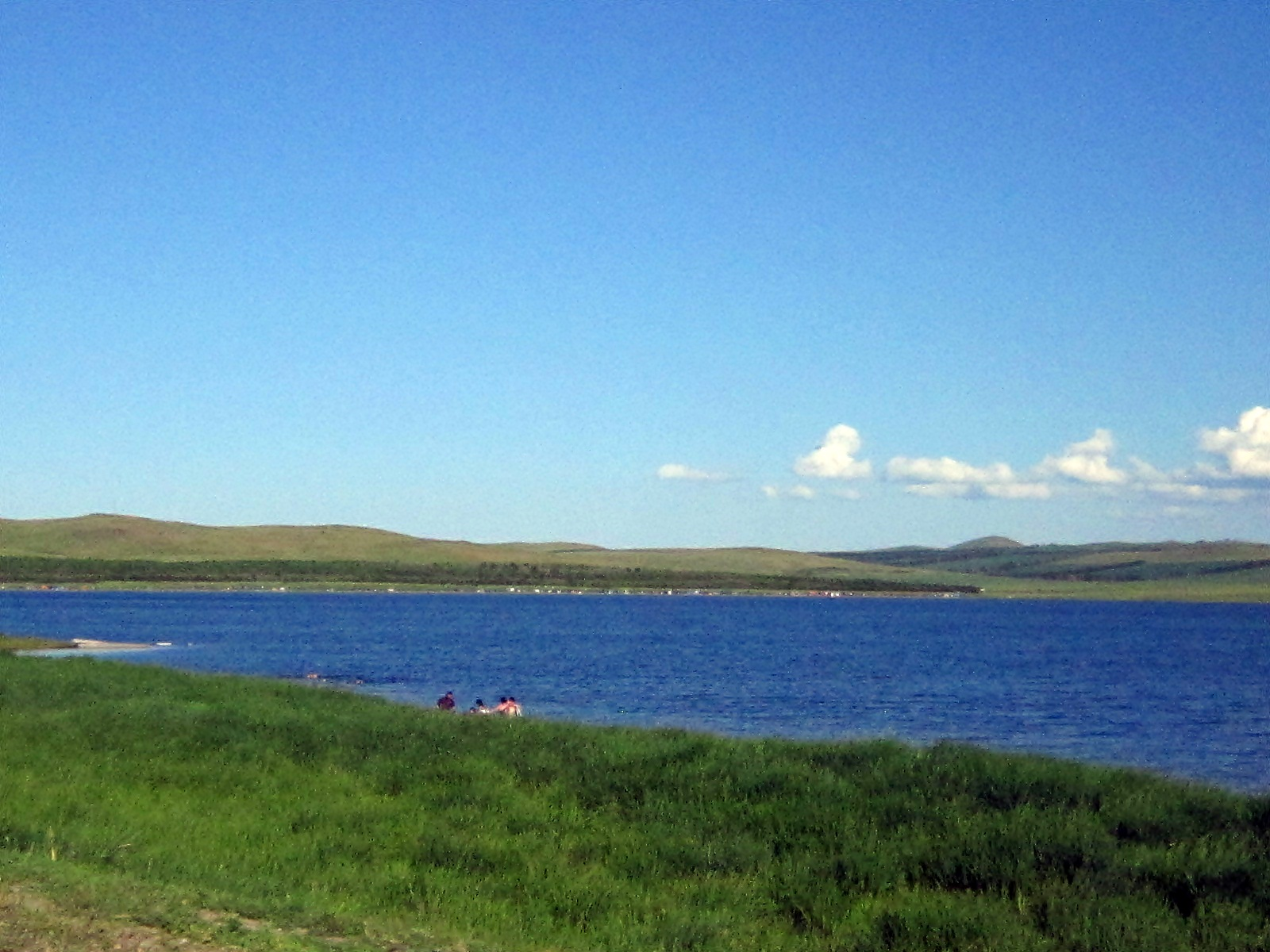

弗拉西耶沃湖（俄语：Власьево），是俄羅斯的湖泊，位於該國南部哈卡斯共和國，由希拉區負責管轄，面積183.8平方公里，海拔高度381米，最大水深16米。